# Fu mou
fu_mou（フモウ）は、日本の音楽家、音楽プロデューサー、ソングライター、トラックメイカー、編曲家、DJ、一二三所属。エレクトロニカ、ドラムンベース、ロック系のサウンドを主に手がける。以前同じ事務所に所属していた黒崎真音の楽曲制作、私立恵比寿中学、アップアップガールズ（仮）、ナノ、声優の相沢舞、三澤紗千香の楽曲制作、音楽プロデュースを行っている。

## 人物・来歴
インターネット上で楽曲を発表する中、2011年 5月に「Green Night Parade EP」をALTEMA Recordsよりリリース。タイトルチューンの「Green Night Parade」のOriginal MixとPandaBoYによるリミックスが各所でヘヴィー・プレイされ大きな注目を集める。ドラマチックかつエモーショナルなメロディを活かしたエレクトロニカ以降のエレクトロ・サウンドを武器に、アイドルやアニメへの楽曲提供を中心に本格的な活動を開始。
平野綾、livetune「Tell Your World」のリミックス、アップアップガールズ（仮）、私立恵比寿中学、『劇場版 とある魔術の禁書目録 -エンデュミオンの奇蹟-』の劇中歌や『蒼き鋼のアルペジオ』ED曲や『なりヒロwww』主題歌などを担当。他にも黒崎真音、内田真礼、三澤紗千香、石原夏織への楽曲提供、人気アイドルゲーム『Tokyo 7th シスターズ』のグループ、777sistersのプロデュースを担当する他、人気アニメ『がっこうぐらし』ED曲を担当。作曲家として活動する傍ら、ライヴをはじめとするソロ活動を精力的に展開。Porter Robinson「Flicker」の公式リミックスを担当する他、自身の楽曲「Green Night Parade」がイギリス国営放送「BBC Radio 1」で放送されるなど、その高い音楽性は国内を飛び越え、海外でも大きな評価を博している。

## 主な楽曲
| 曲名                             | 歌手名                                          | タイアップ                                             | 担当             |
| -------------------------------- | ----------------------------------------------- | ------------------------------------------------------ | ---------------- |
| Truth For                        | 羽多野渉                                        |                                                        | 作詞・作曲・編曲 |
| アシタノニオイ                   | 源モモ（CV:安齋由香里）                         | アニメ『RELEASE THE SPYCE』キャラクターソング          | 作詞・作曲・編曲 |
| ヤエザキザクロ                   | 天音みほ                                        |                                                        | 作曲・編曲       |
| Change Our MIRAI! (Our 7 Lights) | イロドリミドリ                                  | 音楽ゲーム『チュウニズム』挿入曲                       | 作詞・作曲・編曲 |
| Applause                         | 内田真礼                                        |                                                        | 作曲・編曲       |
| so beautiful;- )                 | 種臣静流（CV.小松未可子）                       | アニメ『ブブキ・ブランキ 星の巨人』EDテーマ            | 作曲・編曲       |
| Brand New Dreamer                | らぁらwithトライアングル                        | アニメ『プリパラ』OPテーマ                             | 作詞・作曲・編曲 |
| アフターグロウ                   | 黒崎真音                                        | アニメ『がっこうぐらし!』EDテーマ                      | 作曲・編曲       |
| Distrriger                       | 黒崎真音                                        | ゲーム『神狩デモンズトリガー』OPテーマ                 | 作詞・作曲       |
| Change Our MIRAI !               | イロドリミドリ                                  | 音楽ゲーム『チュウニズム』挿入曲                       | 作詞・作曲・編曲 |
| H-A-J-I-M-A-R-I-U-T-A            | 777☆SISTERS                                     | Tokyo 7th シスターズ                                   | 作曲             |
| なりゆきだってオーライwww        | なりヒロ3姉妹                                   | アニメ『なりヒロwww』OPテーマ                          | 作曲・編曲       |
| Stairways                        | 吉川友                                          |                                                        | 作詞・作曲       |
| 薄紅デイトリッパー               | れみ from STAR☆ANIS & みほ from AIKATSU☆STARS！ | アニメ『アイカツ!』挿入歌                              | 作曲・編曲       |
| 飛び込めない駅のホームから       | PAGE                                            |                                                        | 作曲             |
| このメロディを君と               | アップアップガールズ（仮）                      |                                                        | 作詞・作曲・編曲 |
| イロトリドリ（fu_mou Remix）     | ゆず                                            |                                                        | 編曲             |
| Flicker（fu_mou Remix）          | ポーター・ロビンソン                            |                                                        | 編曲             |
| 靴紐とファンファーレ             | 私立恵比寿中学                                  |                                                        | 作詞・作曲・編曲 |
| ぽんとPUSH! もっとSMILE!         | 片山実波（CV.田中美海）                         | アニメ「Wake Up, Girls!」キャラクターソング            | 作曲             |
| 過去形と未来                     | エスカクロン（CV.安野希世乃、CV.安済知佳）      | アニメ『エスカクロン』EDテーマ曲                       | 作曲・編曲       |
| “What” are you?                  | Photon Maiden                                   | メディアミックスプロジェクト「D4DJ」キャラクターソング | 作曲・編曲       |
| A lot of life                    | Photon Maiden                                   | メディアミックスプロジェクト「D4DJ」キャラクターソング | 作曲・編曲       |
| sakura                           | Photon Maiden                                   | ゲーム『D4DJ Groovy Mix』関連曲                        | 編曲             |
| Brand New World                  | Happy Around!                                   | メディアミックスプロジェクト「D4DJ」キャラクターソング | 作詞・作曲・編曲 |
| 暁                               | Photon Maiden                                   | メディアミックスプロジェクト「D4DJ」キャラクターソング | 作曲・編曲       |
| READY STEADY GO                  | Photon Maiden                                   | ゲーム『D4DJ Groovy Mix』関連曲                        | 編曲             |
| 超ステップアップ                 | 超ときめき♡宣伝部                               |                                                        | 作曲・編曲       |

### その他作品
- JR東日本CM「新幹線YEAR2017 四季を走る新幹線」篇